# La Piste des soleils
La Piste des soleils (titre original : The Sun Dog Trail) est une nouvelle de l'écrivain américain Jack London, publiée aux États-Unis en 1905. En France, elle a paru pour la première fois en 1914.

## Historique
La nouvelle est publiée initialement dans le mensuel Harper's Monthly Magazine en décembre 1905, avant d'être reprise dans le recueil L'Amour de la vie en septembre 1907.

## Éditions

### Éditions en anglais
- The Sun Dog Trail, dans le mensuel Harper's Monthly Magazine, décembre 1905.
- The Sun Dog Trail, dans le recueil Love of Life & Others Stories, New York ,The Macmillan Co, septembre 1907.

### Traductions en français
- La Piste des soleils, traduction de Paul Wenz, Paris, Nouvelle Revue Française, juin 1914.

## Sources
- (en) Jack London's Works by Date of Composition
- http://www.jack-london.fr/bibliographie